# Schoenomyza bella
Schoenomyza bella är en tvåvingeart som beskrevs av Malloch 1934. Schoenomyza bella ingår i släktet Schoenomyza och familjen husflugor.
Artens utbredningsområde är Peru. Inga underarter finns listade i Catalogue of Life.